# Witloof Bay
Witloof Bay est un groupe vocal belge.

## Biographie
Witloof Bay est un groupe de musique vocale a cappella.
Le groupe est né en 2005, entre amis musiciens et chanteurs autour d’une même passion pour le jazz et la pop a cappella en petit ensemble.
Le groupe débute en interprétant des reprises d'Henri Salvador, William Sheller, Michel Fugain, Laurent Voulzy…
Il est constitué de six chanteurs :
- Mathilde Sevrin, soprano
- Florence Huby, alto
- Nicolas Dorian, ténor
- Benoît Giaux, baryton
- Étienne Debaisieux, basse
- Stijn Bearelle, beatboxer

À ces personnes, il faut adjoindre l'ingénieur du son, Pierre-Laurent Babuin, qui est considéré comme membre à part entière du groupe.
Witloof Bay enregistre son premier album fin 2007 qui sort en 2008. Il est constitué de reprises.
Un second album prévu pour fin 2013-début 2014 devrait comporter uniquement des titres originaux.
Le groupe représente la Belgique au Concours Eurovision de la chanson 2011 à Düsseldorf en Allemagne, avec la chanson With Love Baby, dont le titre est inspiré par un jeu de mots sur l'adresse du site web du groupe. Ils terminent 11e dans la deuxième demi finale et ne se qualifient pas pour la finale à 1 point près.